# Pismo Święte Nowego Testamentu (przekład prawosławny)
Pismo Święte Nowego Testamentu – przekład tekstu czterech Ewangelii, Dziejów Apostolskich, Listów Apostolskich i Apokalipsy św. Jana, dokonany na potrzeby Polskiego Autokefalicznego Kościoła Prawosławnego. Tłumaczenia dokonano z języka greckiego oraz języka cerkiewnosłowiańskiego. Pierwsze wydanie, nakładem Warszawskiej Metropolii Prawosławnej, ukazało się w 2022 roku. Jest on przeznaczony zarówno do użytku domowego, jak i liturgicznego (w postaci Apostoła).

## Opis
„Pismo Święte Nowego Testamentu” to pierwszy prawosławny przekład wszystkich ksiąg Nowego Testamentu dokonany na język polski. Komisja soborowa, powołana na mocy decyzji Świętego Soboru Biskupów Polskiego Autokefalicznego Kościoła Prawosławnego z dnia 15 listopada 2018 roku, przez trzy lata pracowała nad oficjalnym, prawosławnym tłumaczeniem Nowego Testamentu. Jesienią 2022 r. Komisja soborowa zakończyła swe prace i przekazała tekst przekładu dla wydawnictwa, i pierwsze wydanie prawosławnego przekładu wszystkich ksiąg Nowego Testamentu ukazało się pod koniec tego samego roku, natomiast pierwsze wydanie Apostoła ukazało się na początku 2023 roku.
Głównym celem Komisji soborowej było opracowanie tekstu kompatybilnego z wersją liturgiczną, dlatego też przeprowadzono trudny proces konfrontacji tekstu liturgicznego z tekstem krytycznym.

## Apostoł
Tekst Pisma Świętego Nowego Testamentu, przeznaczony do użytku liturgicznego, ukazał się pod tytułem „Apostoł. Dzieje Apostolskie. Listy Apostolskie”. Księga ta zawiera, podzieloną na perykopy, treść Dziejów Apostolskich i Listów Apostolskich, a także prokimeny i czytania apostolskie we wszystkie dni roku od Święta Paschy do Tygodnia Męki Pańskiej, a także prokimeny i alleluja ośmiu tonów, dni powszednich, różnych świętych, na wszelką potrzebę, wielkich świąt oraz wersety wejścia dwunastu wielkich świąt.